# San Martín Tuxtla
San Martín Tuxtla es un volcán de escudo ubicado cerca del Golfo de México, con algunas erupciones en su historia. Se encuentra dentro de la Sierra de Los Tuxtlas, en el sur de Veracruz, la cima alcanza los 1,680 metros sobre el nivel del mar. La lava del volcán San Martin varía entre basanita y basalto álcali. El nombre prehispánico del San Martín es “Titépetl”, que en náhuatl significa “Cerro de Fuego”. Recibió su nombre actual a la llegada de los conquistadores.

## Morfología
San Martín Tuxtla es un volcán activo de tipo escudo que se eleva 1,680 metros con un cráter de 1 km de diámetro en la cima y 150 metros de profundidad. El cráter contiene dos conos piroclásticos que fueron la fuente de la gran erupción de 1793. Los flancos del volcán presentan cerca de 300 conos de escoria y 40 maars o cráteres de explosión, aproximadamente, algunos de los cuales han sido activos durante su historia. El volcán esta rodeado de una densa zona forestal y es uno de los 12 volcanes activos de México.

## Erupciones
- 1664: Una gran erupción VEI 3 en el flanco sureste provocó que la población evacuara el área asentándose en el valle de San Andrés.[7]
- 1793: Una gran erupción VEI 4 proveniente de dos conos piroclásticos en la cumbre,  produciendo una gran caída de ceniza y lava que fluyó por el flanco noroeste.[8]
- 1794-1796: Una pequeña erupción VEI 2 que comenzó en mayo de 1794 y se prolongó dos años.